# جون إس. بيكر
جون إس. بيكر (بالإنجليزية: John S. Baker)‏ هو سياسي أمريكي، ولد في 21 نوفمبر 1861 في كليفلاند في الولايات المتحدة، وتوفي في 6 أبريل 1955 في تاكوما في الولايات المتحدة. حزبياً، نشط في الحزب الجمهوري.